# Edward Owen
Edward «Eddie» Owen (6 de noviembre de 1886 - 24 de septiembre de 1949) fue un atleta británico que compitió principalmente en carreras de larga distancia. Deportivamente fue afiliado al Salford Harriers y al Manchester Athletic Club, medía 1,70 m y pesaba 61 kg.
Él compitió para Gran Bretaña en los Juegos Olímpicos de Londres 1908, Gran Bretaña, en las 5 millas, donde ganó la medalla de plata. En los Juegos Olímpicos de Estocolmo 1912 fue capaz de ganar la medalla de bronce en la prueba por equipos 3000 m, detrás de Estados Unidos y Suecia. Hubo cinco corredores en cada equipo, pero solo las ubicaciones de los tres tenía un significado en abstracto. Corredores del equipo que obtuvo la medalla de bronce eran, George Hutson, William Cottrill, Cyril Porter, Edward Owen y William Moore.